# DeSingel

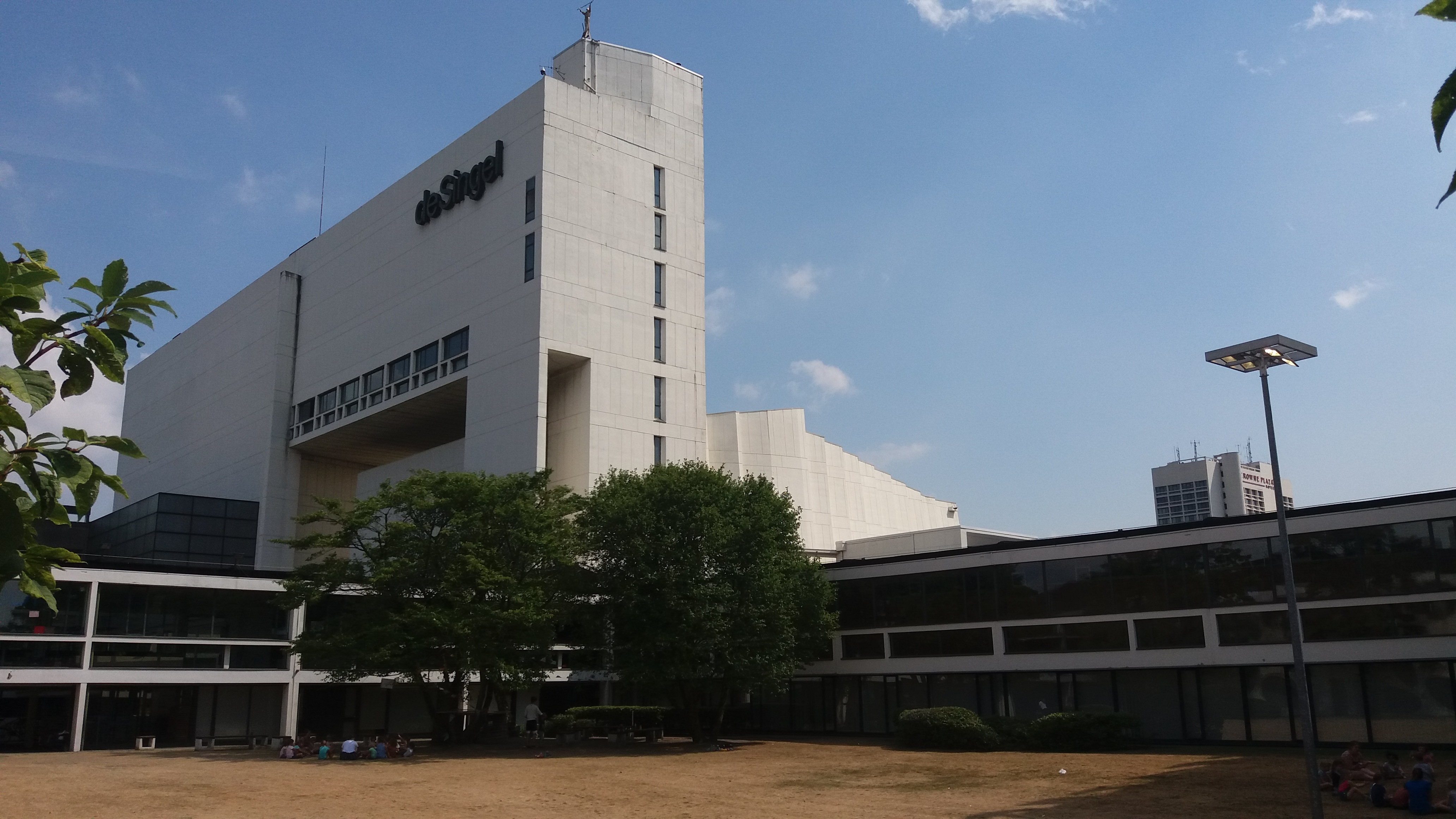
deSingel zu Antwerpen.

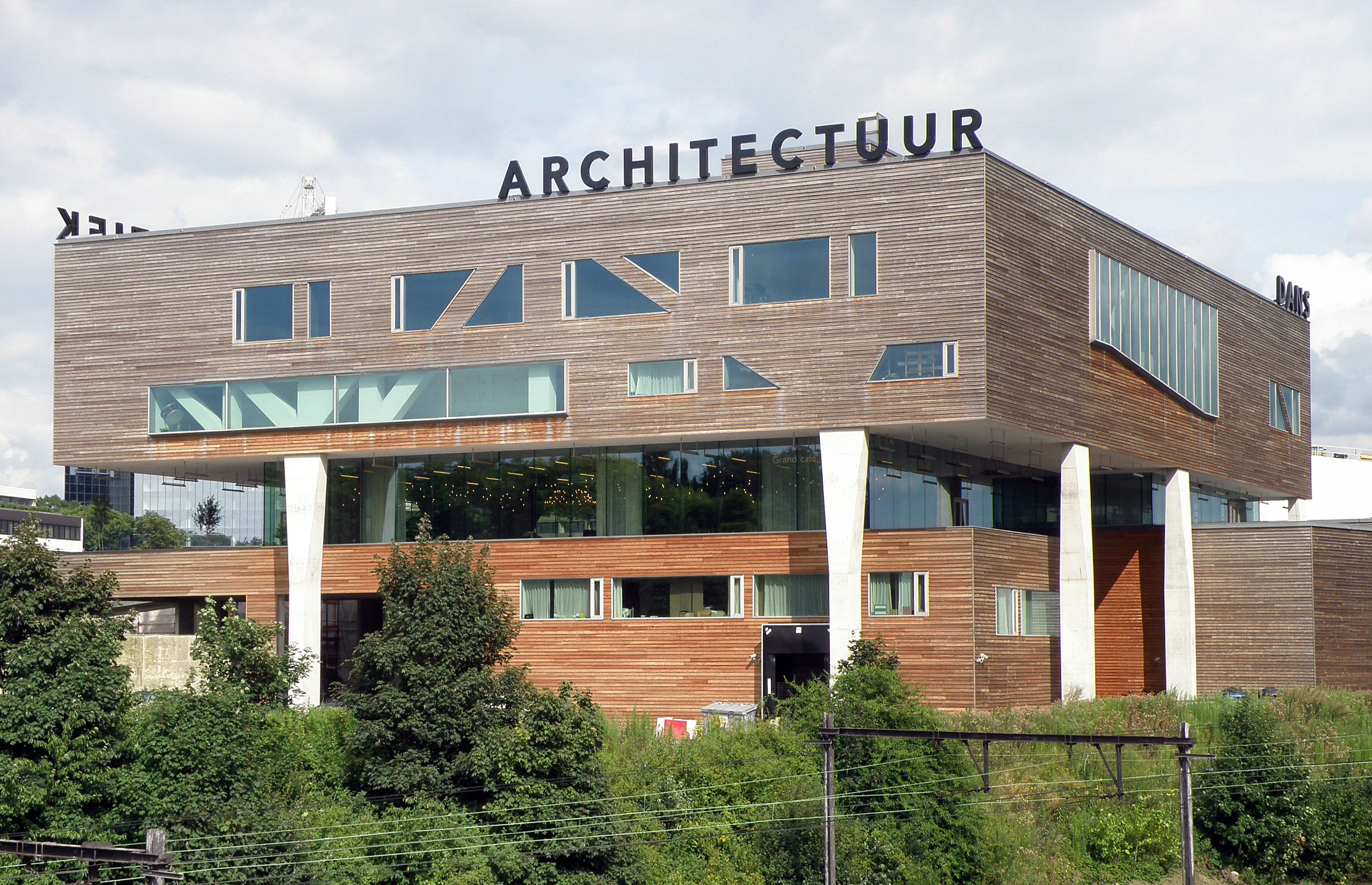
Der für das Konservatorium bestimmte Teil von deSingel.

Das Internationale Kunstzentrum deSingel in Antwerpen ist ein Kunstzentrum der flämischsprachigen Gemeinschaft in Belgien mit einem weitreichenden, vielseitigen Programm.

## Geschichte
Die Idee zu diesem Zentrum, in welchem Musik mit Theater und den bildenden Künsten vereint werden sollten, stammt von Peter Benoit. Das vom Architekten Léon Stynen (1899–1990) geplante Kunstzentrum wurde am 4. November 1980 im Beisein des belgischen Königspaares Baudouin I. und Fabiola eröffnet.

## Angebot
Das Kultur- und Kunstzentrum deSingel ist ein offenes Haus für Zeitgenössische Kunst und beherbergt vier Disziplinen: Architektur, Tanz, Musik und Theater unter seinem Dach. Die Betonung liegt auf zeitgenössischen Darstellungen, sowohl von unkonventionellen Produktionen als auch von Interpretationen von klassischen Werken. DeSingel ist die Heimstätte von Künstlern wie Jan Fabre mit Troubleyn, Philippe Herreweghe und dem Collegium Vocale Gent sowie der Beethoven Academie unter der Leitung von Hervé Niquet. Auch das Antwerp Symphony Orchestra, früher DeFilharmonie, konzertiert dort regelmäßig.
Im deSingel haben unter anderen das Conservatorium van Antwerpen, die Hochschule für Bühnenkunste (Posthoogeschool voor Podiumkunsten), das Vlaams Architectuurinstituut und Radio 2 Antwerpen ihren Sitz.

## Ausstattung
Das deSingel hat drei Bühnen: Der Blaue Saal ist ein Konzertsaal mit 1.000 Sitzplätzen, der Rote Saal mit 800 Sitzplätzen wird für Tanz- und Theateraufführungen genutzt, der Kleine Saal ist mit 92 Sitzplätzen ausgestattet. Die Wandelgänge und die Verbindungsräume sind so breit gehalten, dass sie auch als Ausstellungsräume genutzt werden können.

## Erweiterungsbauten
2011 wurden die ursprünglichen Gebäude durch die Planungen aus dem Jahre 2007 des belgischen Architekten Stéphane Beel erweitert. Es sind eine Theaterwerkstatt, Übungsräume für Musiker, ein Tanzstudio sowie ein weiterer Saal mit 300 Sitzplätzen und ein spezieller Ausstellungstrakt von 400 Quadratmetern entstanden. Einige der Neubauten wurden zwischen die Bestandsgebäude eingefügt, andere, besonders die des Konservatoriums, fanden in einem zweigeschossigen, aufgeständerten rechteckigen Gebäudeteil Platz, der quasi als Dach über den darunter befindlichen Gebäuden und Freiflächen schwebt.

## Ausstellungen
- 2009: Cerith Wyn Evans:“...”delay.
- 2011: Bas Princen: Reservoir.
- 2014: Pasticchio.